# Vittorio Catani
Vittorio Catani (Lecce, 7 de julio de 1940-Bari, 23 de noviembre de 2020) fue un escritor de ciencia ficción italiano, ganador del premio Urania de 1990. 

## Biografía
Nació en Lecce, y luego vivió y trabajó en Bari, Italia. Fue empleado de banca. Comenzó a publicar ensayos y obras de ficción en 1962, especialmente dentro de los géneros de ciencia ficción y fantasía. Su primera novela, «Los universos de Moras» ganó el premio Urania en 1990.
Ha publicado en las principales revistas y periódicos del género, entre ellos La Gazzetta del Mezzogiorno, y el periódico quincenal sobre cuestiones ambientales Villaggio Globale. 
Su segunda novela de ciencia ficción, Il Quinto Principio, fue publicada en diciembre de 2009 por Urania.

## Obra
- L'eternità e i mostri (1972, colección de cuentos cortos)
- Il gioco dei mondi (1985, ensayos sobre ciencias ficción)
- Gli universi di Moras (1990, novela, no ciencia ficción)
- I guastatori dell'Eden (1993, novela, no ciencia ficción)
- Replay di un amore (1994, novela)
- Cronache dal futuro (1995, guía juvenil para la ciencia ficción italiana)
- Tra cielo e Terra (1998, colección de cuentos cortos)
- Accadde... domani (2001, colección de cuentos cortos y viñetas)
- Storie dal villaggio globale. 21 racconti tra ecología e fantascienza (2004, cuentos cortos sobre ecología y ciencia ficción)
- Vengo solo se parlate di Ufi (2004, ensayos sobre ciencia ficción)
- L'essenza del futuro (2007, 63 cuentos y novelas cortas 1955/2007)
- Per dimenticare Alessia (2007, novela, no ciencia ficción)
- Mi sono perso col cosmo tra le mani (2008, essays on science fiction)
- I suoni del silenzio (2009, colección de 3 cuentos cortos)
- Il Quinto Principio (2009, novela)